# Уметничко клизање на Зимским олимпијским играма 2014.
Такмичења у уметничком клизању на Зимским олимпијским играма 2014. у Сочију одржават ће се (по 22. пут у програму ЗОИ, и два пута у програму ЛОИ) између 6. и 22. фебруара 2014. на теренима Ледене дворане „Ајсберг“ у близини Олимпијском парку у Сочију.
У програм је по први пут увршетно екипно такмичење, тако да ће због проширеног календара олимпијска такмичења у овом спорту по први пут почети дан пре службене церемоније отварања Игара 7. јануара. Тако ће се по први пут олимпијска такмичења у уметничком клизању одвијати у укупно 5 дисциплина (појединачно у обе конкуренције, спортски и плесни парови и екипно такмичење). Учествује укупно 149 такмичара из 30 земаља. 

## Сатница
Распоред одржавања такмичења у свих 5 дисциплина:
Напомена: сатница је дата по локалном московском времену (УТЦ+4).
| Датум       | Време | Дисциплина                                      |
| ----------- | ----- | ----------------------------------------------- |
| 6. фебруар  | 19:30 | Екипно - спортски парови, кратки програм        |
| 6. фебруар  | 19:30 | Екипно - мушкарци појединачно, кратки програм   |
| 8. фебруар  | 18:30 | Екипно - плесни парови, кратки програм          |
| 8. фебруар  | 18:30 | Екипно - жене појединачно, кратки програм       |
| 8. фебруар  | 18:30 | Екипно - спортски парови, слободни програм      |
| 9. фебруар  | 19:00 | Екипно - мушкарци појединачно, слободни програм |
| 9. фебруар  | 19:00 | Екипно - плесни парови, слободни програм        |
| 9. фебруар  | 19:00 | Екипно - жене појединачно, слободни програм     |
| 11. фебруар | 19:00 | Спортски парови - кратки програм                |
| 12. фебруар | 19:45 | Спортски парови - слободни програм              |
| 13. фебруар | 19:00 | Мушкарци појединачно - кратки програм           |
| 14. фебруар | 19:00 | Мушкарци појединачно - слободни програм         |
| 16. фебруар | 19:00 | Плесни парови - кратки програм                  |
| 17. фебруар | 19:00 | Плесни парови - слободни програм                |
| 19. фебруар | 19:00 | Жене појединачно - кратки програм               |
| 20. фебруар | 19:00 | Жене појединачно - слободни програм             |
| 22. фебруар | 20:30 | Гала егзибиција                                 |

## Учесници
Првобитно је планирано да учествује укупно 148 такмичара, по 30 у појединачној конкуренцији, 20 спортских парова (40 такмичара) и 24 плесна пара (48 такмичара), али је накнадно дозвољено репрезентацији Уједињеног Краљевства да у тим уврсти једног клизача у мушкој конкуренцији да би могли да формирају екипу за тимски део такмичења (укупно 149 такмичара). Максималан број учесника по једном националном олимпијском комитету је 18, односно максимално 9 мушкараца и 9 жена. Максималан број екипа по НОК-у по дисциплини је 3. највећи део учесничких квота додељен је на основу пласмана на великим такмичењима, док је 6 квота додељено по позиву да би се могло комплетирати екипно такмичење.
| НОК                       | Мушкарци | Жене | Спортски парови | Плесни парови | Екипно | Укупно |
| ------------------------- | -------- | ---- | --------------- | ------------- | ------ | ------ |
| Аустралија                | 1        | 1    | 0               | 1             |        | 4      |
| Аустрија                  | 1        | 1    | 0               | 0             |        | 2      |
| Азербејџан                | 0        | 0    | 0               | 1             |        | 2      |
| Белгија                   | 1        | 0    | 0               | 0             |        | 1      |
| Бразил                    | 0        | 1    | 0               | 0             |        | 1      |
| Канада                    | 3        | 2    | 3               | 3             | X      | 17     |
| Кина                      | 1        | 2    | 2               | 1             | X      | 9      |
| Чешка                     | 2        | 1    | 0               | 0             |        | 3      |
| Естонија                  | 1        | 1    | 0               | 0             |        | 2      |
| Француска                 | 2        | 1    | 2               | 2             | X      | 11     |
| Грузија                   | 0        | 1    | 0               | 0             |        | 1      |
| Немачка                   | 1        | 1    | 2               | 2             | X      | 10     |
| Уједињено Краљевство      | 1*       | 1    | 1               | 1             | X      | 6*     |
| Израел                    | 1        | 0    | 1               | 0             |        | 3      |
| Италија                   | 1        | 2    | 2               | 2             | X      | 11     |
| Јапан                     | 3        | 3    | 1               | 1             | X      | 10     |
| Казахстан                 | 2        | 0    | 0               | 0             |        | 2      |
| Литванија                 | 0        | 0    | 0               | 1             |        | 2      |
| Норвешка                  | 0        | 1    | 0               | 0             |        | 1      |
| Филипини                  | 1        | 0    | 0               | 0             |        | 1      |
| Румунија                  | 1        | 0    | 0               | 0             |        | 1      |
| Русија                    | 1        | 2    | 3               | 3             | X      | 15     |
| Словачка                  | 0        | 1    | 0               | 0             |        | 1      |
| Јужна Кореја              | 0        | 3    | 0               | 0             |        | 3      |
| Шпанија                   | 2        | 0    | 0               | 1             |        | 4      |
| Шведска                   | 1        | 1    | 0               | 0             |        | 2      |
| Турска                    | 0        | 0    | 0               | 1             |        | 2      |
| Украјина                  | 1        | 1    | 1               | 1             | X      | 6      |
| Сједињене Америчке Државе | 2        | 3    | 2               | 3             | X      | 15     |
| Узбекистан                | 1        | 0    | 0               | 0             |        | 1      |
| Укупно: 30 НОК-а          | 31       | 30   | 20              | 24            | 10     | 149    |

## Освајачи медаља
Укупно је подељено 5 комплета медаља, по 2 у обе конкуренције и 3 у мешовитој конкуренцији.
| Дисциплине             | | Оцена  | | Оцена  | | Оцена  |
|                        | |        | |        | |        |
| Појединачно М детаљи   | Јузуру Ханју · Јапан | 280,09 | Патрик Чан · Канада | 275,62 | Денис Тен · Казахстан | 255,10 |
|                        | |        | |        | |        |
| Појединачно Ж детаљи   | Аделина Сотњикова · Русија | 224,59 | Ким Јуна · Јужна Кореја | 219,11 | Каролина Костнер · Италија                                                                                                 | 216,73 |
|                        | |        | |        | |        |
| Спортски парови детаљи | Татјана Волосожар · Максим Транков · Русија | 236,86 | Ксенија Столбова · Фјодор Климов · Русија | 218,68 | Аљона Савченко · Робин Солкови · Немачка                                                                                   | 215,78 |
|                        | |        | |        | |        |
| Плесни парови детаљи   | Мерил Дејвис · Чарли Вајт · САД | 195,52 | Теса Вертју · Скот Мојр · Канада | 190,99 | Јелена Иљиних · Никита Кацалапов · Русија                                                                                  | 183,48 |
|                        | |        | |        | |        |
| Екипно детаљи          | Русија · Јевгениј Пљушченко · Јулија Липницка · Ксенија Столбова / Фјодор Климов · Јелена Иљиних / Никита Кацалапов · Татјана Волосожар / Максим Транков · Јекатерина Боброва / Дмитриј Соловјов | 75,00  | Канада · Кевин Ренолдс · Кејтлин Озмонд · Керстен Мур-Тауерс / Дилан Москович · Теса Вертју / Скот Мојр · Патрик Чан · Меган Диамел / Ерик Радфорд | 65,00  | САД · Џејсон Браун · Грејси Гоулд · Мариса Кастели / Сајмон Шнапир · Мерил Дејвис / Чарли Вајт · Џереми Абот · Ешли Вагнер | 60,00  |

## Биланс медаља
| Поз. | НОК          |   |   |   | Укупно |
|      |              |   |   |   |        |
| 1.   | Русија       | 3 | 1 | 1 | 5      |
| 2.   | САД          | 1 | 0 | 1 | 2      |
| 3.   | Јапан        | 1 | 0 | 0 | 1      |
| 4.   | Канада       | 0 | 3 | 0 | 3      |
| 5.   | Јужна Кореја | 0 | 1 | 0 | 1      |
| 6.   | Италија      | 0 | 0 | 1 | 1      |
| 6.   | Казахстан    | 0 | 0 | 1 | 1      |
| 6.   | Немачка      | 0 | 0 | 1 | 1      |